# Ливье
Ли́вье (бел. Ліўе) — деревня в составе Негорельского сельсовета Дзержинского района Минской области Беларуси. Деревня расположена в 24 километрах от Дзержинска, 55 километрах от Минска и 12 километрах от железнодорожного остановочного пункта Энергетик.

## Название
Вероятно, название происходит от этнонима (народ ливы, от этого Ливония, Ливонская война и так далее). В русских летописях значится под названиями ливь, либь, любь. Несомненно, территория расселения ливов была раньше гораздо больше современной.

## История
Известна со 2-й половины XVI века в Минском повете Минского воеводства Великого княжества Литовского, владение Радзивиллов. В 1588 году насчитывалось 30 волок земли, 7 дымов. В 1620 году упоминается как Ливь, в составе имения Койданово. 
После второго раздела Речи Посполитой (1793) в составе Российской империи. В 1800 году — 7 дворов, 34 жителя, собственность князя Доминика Радивила. В 1805 году относилась к фольварку Микуличи Койдановского графства, действовала мельница. В середине XIX века составе поместья Осиновка помещика Реута. В 1870 году — 45 ревизских душ, в составе Клочковской сельской общины. 
В конце XIX века — начале XX века в Засульской волости Минского уезда Минской губернии. В 1897 году, по данным всероссийской переписи в деревне 20 дворов, 149 жителя, в посёлке Ливье — 8 жителей. В 1912 году было открыто одноклассное народное училище. В 1917 году — 30 дворов, 198 жителей, в составе Койдановской волости. 
С 9 марта 1918 года в составе провозглашённой Белорусской Народной Республики, однако фактически находилась под контролем германской военной администрации. С 1 января 1919 года в составе Советской Социалистической Республики Белоруссия, а с 27 февраля того же года в составе Литовско-Белорусской ССР, летом 1919 года деревня была занята польскими войсками, после подписания рижского мира — в составе Белорусской ССР. С 20 августа 1924 года в Полоневичском сельсовете (с 25 июля 1931 года до 23 августа 1937 года — Полоневичском национальном польском сельсовете) Койдановского (29 июля 1932 года переименован в Дзержинский) района Минского округа. С 31 июля 1937 года в составе Минского района, с 4 февраля 1939 года снова в Дзержинском районе, с 20 февраля 1938 года в Минской области. В 1926 году — 33 двора, 177 жителей. Во время коллективизации организован колхоз. 
В Великую Отечественную войну с 28 июня 1941 года по 7 июля 1944 года находилась под немецко-фашистской оккупацией, на фронте погибли 4 жителя деревни. С 16 июля 1954 года в составе Негорельского сельсовета. В послевоенные годы находилась в составе колхоза «Красное знамя» (центр — д. Рудня), по состоянию на 2009 год в составе филиала «Крион-Агро».

## Население
| 34   | ↗ 149 | ↗ 181 | ↗ 198 | ↘ 177 | ↘ 13 | ↘ 11 |
| 2010 | 2017  | 2018  | 2020  | 2022  |      |      |
| → 11 | ↘ 7   | → 7   | → 7   | ↗ 8   |      |      |

## Достопримечательности
- В центре деревни установлен памятник землякам, в память о четырёх односельчанах, которые погибли во время Великой Отечественной войны. В 1967 году на месте памятника был установлен обелиск[13].